# Atentado de Manbiŷ de 2019
El atentado de Manbiŷ de 2019: fue un hecho ocurrido el 16 de enero de 2019 cuando un atacante suicida atacó una concurrida calle comercial en Manbiŷ conocida por ser frecuentada por soldados estadounidenses. Cuatro estadounidenses —entre ellos dos soldados— se encuentran entre las al menos 19 víctimas mortales causadas por un terrorista suicida del Estado Islámico.

## Antecedentes
En la Guerra Civil Siria, la ciudad de Manbiŷ  fue tomada por el Ejército Sirio Libre en 2012, y luego por el ISIS en 2014. En 2016, la ciudad fue tomada por las Fuerzas Democráticas Sirias respaldadas por Estados Unidos en la Batalla de Manbiŷ.
El restaurante Palace of the Princes era popular entre los estadounidenses y estaba ubicado en una concurrida calle del centro de Manbij. Los senadores estadounidenses Lindsey Graham y Jeanne Shaheen comieron allí cuando visitaron Siria en julio de 2018.

## El ataque
Varios miembros del personal militar estadounidense estaban dentro del restaurante Palace of Princes cuando un atacante suicida provocó una explosión fuera del restaurante alrededor del mediodía del miércoles 16 de enero de 2019. El atacante se mezcló con una multitud de personas que visitaban un mercado de verduras cercano y detonó su chaleco explosivo cerca de la entrada del restaurante, encendiendo una bola de fuego que dejó muertos y heridos. esparcidos por la calle.

## Víctimas
El Departamento de Defensa de EE. UU. emitió un comunicado el 18 de enero de 2019, identificando a sus tres empleados: un soldado, un marinero y un experto en inteligencia. El contratista de defensa Valiant Integrated Services identificó a uno de sus empleados como el cuarto estadounidense muerto. Los cuatro estadounidenses fallecidos fueron:
- Suboficial del Ejército 2 Jonathan R. Farmer, 37, de Boynton Beach, Florida. Farmer fue asignado al 3.er Batallón, 5.º Grupo de Fuerzas Especiales (Aerotransportado), Fort Campbell, Kentucky.[8]
- Shannon M. Kent, 35, del norte del estado de Nueva York, técnico criptológico jefe de la Marina (interpretativo). Kent fue asignado a Cryptologic Warfare Activity 66, con base en Fort George G. Meade, Maryland.[9]
- Scott A. Wirtz, oficial de inteligencia civil del DOD, de St. Louis, Missouri. Wirtz fue asignado a la Agencia de Inteligencia de Defensa como especialista en apoyo de operaciones.[10]
- Contratista civil Ghadir (Jasmine) Taher de East Point, Georgia. Taher trabajó para Valiant Integrated Services como intérprete para las tropas estadounidenses en Siria.[11]

Se cree que el número total de muertos es de 19, incluidos 15 combatientes locales de las Fuerzas Democráticas Sirias. Otros tres militares estadounidenses también resultaron heridos. Estado Islámico reivindicó la responsabilidad del acto terrorista.

## Consecuencias

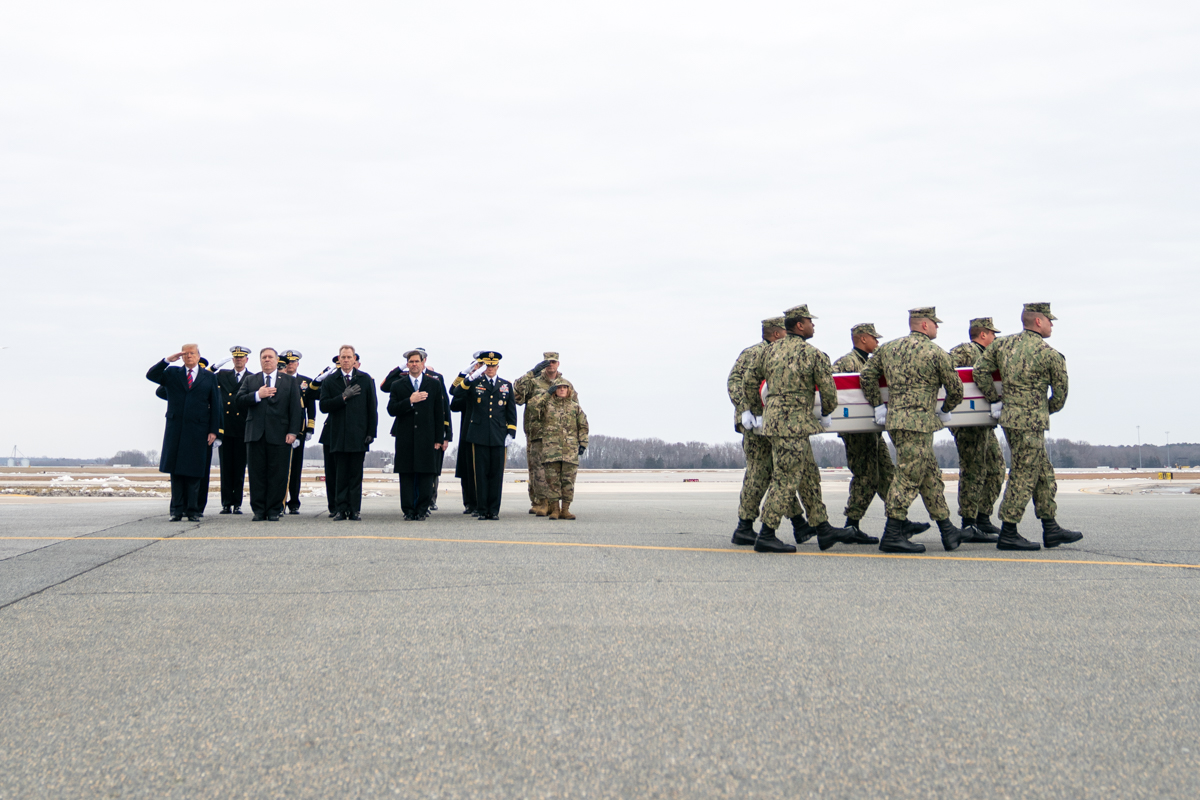
Presidente de Estados Unidos Donald Trump, Secretario de Defensa Patrick Shanahan, y el Secretario de Estado Mike Pompeo atiende la ceremonia de traslado de los restos de los fallecidos, el día 19 de enero de 2019.

El Presidente de los Estados Unidos Donald Trump rindió homenaje a los estadounidenses caídos durante un viaje a la Base de la Fuerza Aérea de Dover en el estado estadounidense de Delaware el 19 de enero, donde se recibieron sus restos.
Un segundo convoy conjunto de fuerzas estadounidenses y kurdas aliadas en el noreste de Siria fue atacado en al-Hasakah 5 días después, no hubo víctimas, y dos combatientes kurdos resultaron levemente heridos en la explosión.

## Enlaces
- Esta obra contiene una traducción  derivada de «2019 Manbij bombing» de Wikipedia en inglés, publicada por sus editores bajo la Licencia de documentación libre de GNU y la Licencia Creative Commons Atribución-CompartirIgual 4.0 Internacional.